# Funny or Die
«Funny or Die» (с англ. — «Веселись или сдохни») — американский веб-сайт, производящий комедийные видео, и кино-телевизионная компания, основанные Уиллом Ферреллом, Адамом МакКеем, Марком Квамме и Крисом Хенчи. Сайт «Funny or Die» содержит эксклюзивные материалы штатных авторов, продюсеров и режиссёров, а иногда и ряда известных авторов, включая Джадда Апатоу, Джеймса Франко и Норма МакДональда. Компания снимает телешоу, в том числе «Билли на улице» (от TruTV), «@midnight» (Comedy Central) и веб-сериал Зака Галифианакиса «Между двумя папоротниками», получивший Эмми.
Во многих видео на сайте участвуют известные актёры (например, Нина Добрев, Стив Карелл, Чарли Шин, Райан Гослинг, Патрик Стюарт, Дэниел Рэдклифф, София Буш, Мила Кунис, Анна-София Робб, Хилари Дафф, Адам Уэст, Джеймс ван дер Бик, Джим Керри, Ариэль Уинтер и Селена Гомес). Начинающий молодой комик Майкл Квамме (сын венчурного капиталиста Марка Квамме) предложил концепцию нового вида комедийного сайта, который разработал Рэнди Адамс. После того, как сайт был профинансирован его отцом, Майкл продолжил писать сценарии для Уилла Феррелла и основал «Global eSports Resources» в сотрудничестве с Федерацией электронного и интеллектуального спорта Саудовской Аравии.
«Funny or Die» был запущен 12 апреля 2007 года первым видеороликом сайта «The Landlord», собравшим более 84 миллионов просмотров, в ролике Феррелл сталкивается с ругающейся, пьющей пиво двухлетней девочкой арендодателем. В июне 2007 года сайт получил венчурное финансирование от «Sequoia Capital», а в июне 2008 года они объявили о партнёрстве с HBO. 3 августа 2016 года компания «Funny or Die» закрыла один из своих калифорнийских офисов, сократив штат сотрудников на 30 % до 95 человек, и это объявление появилось всего через два месяца после вступления в должность нового генерального директора Майка Фараха.

## Интернет присутствие
В отличие от других сайтов с вирусными видео, посетителям сайта «Funny or Die» предлагается голосовать за видео, которые они просматривают, с опциями «Funny» (весело) или «Die» (смерть). Затем видео получает оценку общего процента людей, которые проголосовали за видео «Funny». Если после 100 000 просмотров видео получает рейтинг «Funny» 80 % и более, оно получает рейтинг «Immortal» (бессмертное). Если после 1 000 просмотров видео получило рейтинг «Funny» 20 % или менее, оно отправляется в раздел сайта «Crypt» (склеп).
Сотрудники «Funny or Die» также могут выбрать видео с рейтингом «Chosen One» (избранное), который запрещает посетителям сайта голосовать за это видео.

## Теле- и кинопроизводство
В 2011 году компания «Funny or Die» была расширена и теперь включает в себя телевизионную и кинопроизводственную компанию.

### Шоу

#### Между двумя папоротниками

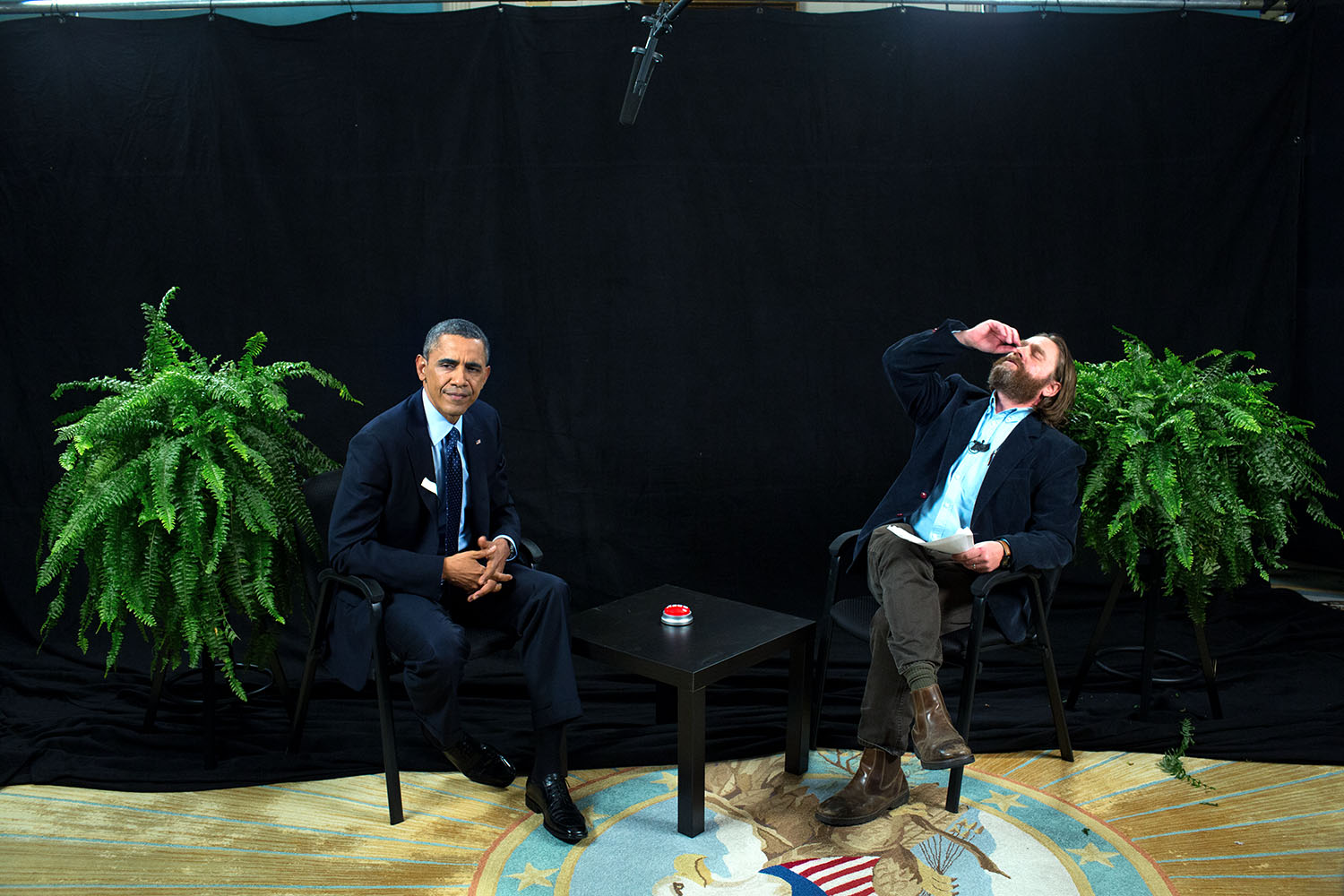
Барак Обама и Зак Галифианакис на шоу «Между двумя папоротниками»

«Между двумя папоротниками» (Between Two Ferns) с Заком Галифианакисом — это комедийное шоу, отмеченное премией Эмми, которое транслируется на «Funny or Die». Галифианакис берёт интервью у разных знаменитостей в малобюджетной студии, украшенной парой папоротников в цветочных горшках. Интервью часто включает в себя перерывы для продвижения продукции и музыкальных гостей. Музыкальный клип «Spring Break Anthem» группы «The Lonely Island» был включён в эпизод с Джеймсом Франко и Эдвардом Нортоном.
Галифианакис брал интервью у таких известных людей, как Брэд Питт, Джастин Бибер, Дженнифер Лоуренс, Сэмюэл Л. Джексон и Ричард Брэнсон. Зак взял интервью у президента США Барака Обамы во время запуска веб-сайта биржи медицинского страхования США. Видео было выпущено 11 марта 2014 года и собрало более 32 миллионов просмотров.

#### Билли на улице
«Билли на улице» (Billy on the Street) — это получасовое комедийное игровое шоу, которое ведёт Билли Айкнер. Продюсеры шоу — Анна Венгер, Майк Фарах и Билли Айкнер. Премьера шоу состоялась 18 декабря 2011 года на Fuse TV. 8 октября 2015 года шоу начало транслироваться на Tru TV. Айкнер расспрашивает людей на улицах Нью-Йорка о поп-культуре в обмен на деньги и призы. Во многих эпизодах есть специальный гость, и знаменитости (Линдси Лохан, Энн Хэтэуэй, Нил Патрик Харрис и Оливия Уайлд).
В 2013 году Айкнер получил номинацию на дневную премию «Эмми» в номинации «Выдающийся ведущий игрового шоу».

#### Пьяная история
«Пьяная история» (Drunk History) — это комедийный сериал от Comedy Central, который был выпущен на «Funny or Die» в декабре 2007 года. Шоу возникло как веб-сериал, созданный Дереком Уотерсом и Джереми Коннером. В шоу представлен пьяный рассказчик, который пытается рассказать о событии из американской истории. Актёры синхронизируют диалог рассказчика и приглашённой звезды.
Из-за того, что рассказчик и звезда пьяны, они неспособны точно рассказать исторические события и часто дополняют и украшают аспекты истории. Среди гостей побывали Джек Блэк, Майкл Сера, Билл Хейдер, Ник Офферман, Вайнона Райдер, Крис Парнелл, Кристен Уиг, Люк Уилсон и Джейсон Шварцман.

#### Геи престолов
«Геи престолов» (Gay of Thrones) — это комедийный веб-сериал, в котором ведущий Джонатан ван Несс и гость рассказывают о самом последнем эпизоде сериала «Игры престолов» в парикмахерской ван Несса. Шоу стартовало в апреле 2013 года с эпизода, повторяющего первые два эпизода 3-го сезона «Игры престолов», и охватывал каждый эпизод с тех пор и до финала в мае 2019 года.. Среди гостей были Алфи Аллен, Тиффани Хэддиш, Кумэйл Нанджиани и Лина Хиди.

#### @полночь
«@полночь» (@midnight) — вечернее комедийное шоу Криса Хардвика, созданное компанией «Funny or Die». Шоу дебютировало на Comedy Central 21 октября 2013 года. В нём участвуют три приглашённых комедианта, которые комментируют различные публикации в социальных сетях и ссылки на поп-культуру, включая ответы на актуальные твиты, рекламные объявления с Craigslist и комментарии на Reddit.
«@полночь» использовали социальные сети в качестве платформы для общения со своими поклонниками. В шоу были созданы хештеги, в том числе #HashtagWars (войны хештегов) и #SpookyCelebs (жуткие знаменитости), которые использовались фанатами для отправки собственных ответов на игру в Twitter.

#### Вавилонская добыча
«Трофеи Вавилона» (The Spoils of Babylon) — это комедийный мини-сериал, который был показан 9 января 2014 года на IFC. Шоу было создано и написано бывшими сценаристами «Субботним вечером в прямом эфире», Мэттом Пидмонтом и Эндрю Стилом. Пидмонт также режиссировал сериал. В сериале снялись Уилл Феррелл, Кристен Уиг, Тоби Магуайр, Джессика Альба, Хэйли Джоэл Осмент, Тим Роббинс, Майкл Шин, Кэри Маллиган и Вэл Килмер.
Феррелл играет в сериале Эрика Джонроша, вымышленного автора, роман которого адаптирован для телевидения. Роман «Трофеи Вавилона» рассказывает о семье богатого нефтяного магната, Морхаусах. Роббинс играет Джонаса Морхауса, патриарха семьи. Уиг и Магуайр играют Синтию и её приёмного брата Девона.
IFC и «Funny or Die» адаптировали первый роман Джонроша «Трофеи перед смертью» (The Spoils Before Dying) в другой мини-сериал, который вышел 8 июля 2015 года.

#### Отбрасывая тень
«Отбрасывая тень» (Throwing Shade) — это подкаст Эрин Гибсон и Брайана Сафи, посвящённый таким темам, как поп-культура, права женщин и геев. Гибсон и Сафи создали этот подкаст в 2011 году, после того, как было закрыто ньюз-шоу «ИнфоМания» (InfoMania), а в 2013 году «Funny or Die» начали снимать подкаст на съёмочной площадке и транслировать его на своём веб-сайте.
В подкасте иногда участвуют известные гости, включая Шайенна Джексона и Дастина Лэнса Блэка. «Отбрасывая тень» выиграл премию «Podcast Award» за лучший ЛГБТ подкаст в 2012 и 2013 годах.

#### Фестиваль подростков
«Фестиваль подростков» (Tween Fest) — это восьмиэпизодный сериал с участием Джона Майкла Хиггинса, Джоуи Кинг, Дрю Тарвера, Арден Чо и Лу Уилсона. В сериале рассказывается о фестивале под открытым небом, проходящем два уик-энда посреди пустыни, где всё актёры — интернет-звёзды. Шоу стартовало 3 августа 2016 года на потоковом сервисе go90. Сериал был создан Ником Чиарелли и Брэдом Эвансом, срежиссирован Скоттом Гэйрднером, в нём также снялись Джейн Линч, Тим Медоуз, Крис Парнелл, Дэвид Кокнер, Дэйв (Грубер) Аллен, Джош Фадем и многие другие.

#### Другие шоу

##### Текущие
- «Американский мускул» (American Muscle) — 2014-н.в., Discovery
- «Шоу Криса Гетхарда» (The Chris Gethard Show) — 2015-н.в., truTV
- «Брокмайр» (Brockmire) — 2017-н.в., IFC[27][28]
- «Горбургер шоу» (The Gorburger Show) — 2015, HBO; 2017, Comedy Central[29]
- «Через мой труп» (Over My Dead Body) — 2017-н.в., YouTube Red

##### Закончившиеся
- «Веселись или сдохни представляет» (Funny Or Die Presents) — 2010—2011, HBO
- «У Джона Бенджамина есть фургон» (Jon Benjamin Has a Van) — 2011, Comedy Central
- «Броуди Стивенс: Наслаждайся этим!» (Brody Stevens: Enjoy It!) — 2013, Comedy Central
- «Следующий метеоролог Америки» (America’s Next Weatherman) — 2015, TBS

### Пилоты
- «В чём дело? с Майком Митчеллом» (What’s Going On? with Mike Mitchell) — 2011, FX

### Спешелы

#### Между двумя папоротниками: Сказка Нью-Йорка
В 2012 году на Comedy Central вышел специальный выпуск «Между двумя папоротниками: Сказка Нью-Йорка» (Between Two Ferns: A Fairytale of New York).

#### Сара Сильверман: Мы — чудеса Божьи
23 ноября 2013 года HBO совместно с «Funny or Die» представило стендап спешел Сары Сильверман «Мы — чудеса Божьи» (We Are Miracles). Во время своего часового сета Сильверман шутила над изнасилованием, религией и личной незащищенностью.
В 2014 году спешел получил премию Эмми в номинации «Лучший спешел», а сама Сара получила Эмми за «Лучший сценарий к спешелу». Звукозаписывающий лейбл «Sub Pop» выпустил спешел на виниле, CD и в виде цифровой загрузки.

#### Джеррод Кармайкл: Любовь со сцены
«Funny or Die» выпустили для HBO спешел комика Джеррода Кармайкла «Любовь со сцены» (Love At the Store), который вышел 4 октября 2014 года. В течение 70-минутного выступления Кармайкл осветил такие темы, как бедность и богатство, противоречивые художники, расширение прав и возможностей женщин, а также преступность и расизм.
Срежиссировал спешел Спайк Ли, съёмки проходили в стендап клубе «The Comedy Store» в Лос-Анджелесе, Кармайкл выбрал его, потому что это было первое место, где он выступил в 2008 году.

#### Тиг Нотаро: Прерванная пацанка
«Funny or Die» выпустили для HBO спешел комикессы Тиг Нотаро «Прерванная пацанка» (Boyish Girl Interrupted). Премьера состоялась 22 августа 2015 года. Нотаро продвигала спешел, прогуливаясь по улицам Лос-Анджелеса, чтобы привлечь внимание к гигантскому рекламному щиту с её лицом.
Во время выступления Нотаро рассказывает о диагнозе рака молочной железы, расставании с подругой и смерти своей матери. Тиг исполняет последнюю треть своего сета топлесс, чтобы показать зрителям шрамы своей мастэктомии.

#### Феррелл выходит на поле
В 2015 году на HBO вышел спешел Уилла Феррелла «Феррелл выходит на поле» (Ferrell Takes the Field).

### Фильмы
- «Фильм на миллиард долларов Тима и Эрика» (Tim and Eric’s Billion Dollar Movie) — 2012, совместное производство с «Abso Lutely Productions»
- «iСтив» (iSteve) — 2013, выпущен онлайн через «Funny or Die»
- «Искусство заключать сделки» Дональда Трампа: Фильм"" (Donald Trump’s The Art of the Deal: The Movie) — 2016, выпущен онлайн через «Funny or Die»
- «Между двумя папоротниками: Фильм» (Between Two Ferns: The Movie) — 2019, выпущен онлайн через «Netflix»[37]
- «Невозможные шутники. Фильм» (Impractical Jokers Movie) — выход фильма ожидается в 2020 году

## «Веселись или сдохни» представляет (Funny Or Die Presents)
В июне 2008 года HBO и «Funny or Die» объявили, что HBO приобрело долю менее 10 % в «Funny or Die». При этом «Funny or Die» будет отвечать за разработку как минимум 10 получасовых эпизодов для HBO, и компании могут организовывать будущие комедийные туры вместе. Что касается соглашения, Уилл Феррелл сказал: «Я не хочу преувеличивать важность этой сделки, но это тот момент отсутствия связи, когда телевидение и Интернет наконец-то сливаются. Это изменит то, как мы, люди, воспринимаем и взаимодействуем с реальностью. Возможно, я переоцениваю это. Но это захватывающая сделка».
В августе 2008 года компания «Funny or Die» наняла Эндрю Стила, проработавшего 12 лет в «Субботним вечером в прямом эфире» и одного из трёх главных авторов за последние годы, для надзора за производством и разработкой контента для сайта и партнёрства HBO.

## Мероприятия в живую

### Комедийный тур «Веселись или сдохни»
В феврале 2008 года компания «Funny or Die» запустила комедийный тур Уилла Феррелла «Веселись или сдохни» представляет «Полупрофессионала», в связи с продвижением фильма «Полупрофессионал». В турне приняли участие Феррелл, члены команды «Funny or Die» и комики Зак Галифианакис, Деметри Мартин, Ник Свардсон и Андреа Сэвадж. Адам МакКей и Уилл Арнетт выступили в качестве тур-анонсеров. Тур по восьми городам охватил студенческие городки Канзаса, Мичигана, Огайо, Пенсильвании, Род-Айленда, Массачусетса, Северной Каролины и Нью-Йорка. Тур проходил с 4 по 24 февраля 2008 года.

### Фестиваль странной комедии от «Веселись или сдохни»

#### 2013
В июне 2013 года «Funny or Die» объявили о комедийном туре «Фестиваль странной комедии и любопытства» (Funny or Die Oddball Comedy & Curiosity Festival) в партнёрстве с «Live Nation». Хэдлайнерами тура стали Дейв Шаппелл и дуэт «Flight of the Conchords». В линейку также вошли Аль Мадригал, Кристен Шаал, Броди Стивенс, Деметри Мартин, Джон Малейни, Джим Джеффрис и Хэннибал Бёресс. Тур проходил с 23 августа по 22 сентября 2013 года.

#### 2014
В 2014 году «Funny or Die» продолжили «Фестиваль странной комедии», посетив 20 городов по всей территории США с 8 августа по 21 сентября. В нём приняли участие Луи Си Кей, Сара Сильверман, Азиз Ансари, Крис Хардвик, Эми Шумер и Джим Гэффиган.

#### 2015
В 2015 году в туре участвовали Эми Шумер, Азиз Ансари, Энтони Джесельник, Эшли Барнхилл, Бриджет Эверетт, Дэйв Аттелль, Доннел Роулингс, Джэк Найт, Джей Фэро, Джефф Росс, Джим Нортон, Джон Малэйни, Кэтерин Райан, Марк Норманд, Макл Че, Ник Кролл, Ник Тун, Никки Глейсер, Рейчел Фейнштейн, Рори Сковел, Себастьян Манискалко, Стив Раннацциси, Ти-Джей Миллер, Тим Минчин, Тодд Бэрри и Тони Хинчклифф. Тур проходил с 28 августа по 18 октября 2015 года.

### Музыкальный фестиваль «Остров сокровищ: Комедийная палатка бла-бла-бла»
«Funny or Die» курировала комедийный состав музыкального фестиваля «Остров сокровищ», проходивший в 2015 году в Сан-Франциско, штат Калифорния. Палатка «Funny or Die» под названием «Бла-бла-бла» (Treasure Island Music Festival: Blah Blah Blah Comedy Tent) включала в себя комедийных актёров Тима Хайдекера, Джеррода Кармайкла, Джоны Рэя, Криса Гетарда, Джона Дора, Лорен Лэпкус, Брайана Сафи и Эрин Гибсон, Кейт Берлант и Джона Ирли, Гая Бранума, Мишель Вульф, Макса Сильвестри, Барри Ротбарта и Джермейна Фаулера.

## Политическая активность
Несмотря на то, что создатели сайта Уилл Феррелл и Адам МакКей якобы независимы от организованной политики, они являются сторонниками Демократической партии и имеют личную политику, которая «склонна немного отклоняться». В дополнение к их хорошо известному мартовскому набегу 2014 года в поддержку Реформы здравоохранения, за год до этого «Funny or Die» начала кампанию за юридическую защиту Шезанн Кассим, жительницы Миннесоты, которая была заключена в тюрьму в Абу-Даби за то, что якобы угрожала национальной безопасности, разместив пародийное видео на YouTube. Комедианты Паттон Освальт и Тони Хейл впоследствии стали частью усилий «Funny or Die» по сбору средств и повышению осведомлённости об этом деле. Первоначально приговорённая к одному году тюрьмы, перед лицом растущего общественного давления, Кассим была освобождена в январе 2014 года, после отбывания 9 месяцев в заключении.
«Funny or Die» также отвечала за создание пародийных видеороликов, высмеивающих традиционную калифорнийскую инициативу 2008 года о браке (Предложение 8) и Национальную стрелковую ассоциацию. Сайт также работал с телезвездой Алиссой Милано, чтобы «слить» якобы сексуальное видео актрисы, которое на самом деле было просветительским видео о сирийской гражданской войне. В июле 2013 года, вскоре после того, как впервые была опубликована программа наблюдения PRISM Агентства национальной безопасности, Саша Грей снялась в видео «Funny or Die» «Сексуальная реклама АНБ» (Sexy NSA Commercial).

### Интервью с Обамой
11 марта 2014 года Зак Галифианакис взял интервью у президента США Барака Обамы в рамках своего шоу «Между двумя папоротниками». Во время интервью они попросили людей зарегистрироваться на сайте Healthcare.gov в рамках Реформы здравоохранения. К следующему дню 11 миллионов человек посмотрели видео и более 890 000 посетили сайт только за утро.

### Кампания Мишель Обамы «Ешь ярче!»
16 февраля 2015 года первая леди США Мишель Обама объединилась с Билли Айкнером и Большой Птицей (персонаж «Улица Сезам») для продвижения своей инициативы в области здравоохранения под названием «Ешь ярче!» (Eat Brighter Campaign). В ролике они играют в игру под названием «Ариана Гранде или ешь морковь?» (Ariana Grande or Eating a Carrot?) в продуктовом магазине в Вашингтоне.
Мишель Обама появилась в трейлере фильма от «Funny or Die» «Змеепокалипсис» (Snakpocalypse), который был показан 2 сентября 2014 года. В трейлере рассказывалось о событиях, которые привели к ликвидации подросткового населения из-за плохого выбора еды, предлагаемого в их средней школе. Кампания Мишель Обамы «Давай двигаться!» (Let’s Move!) поддерживает здоровое питание среди молодёжи и взрослых, и она появляется в ролике на морковке.

### Кристен Белл и Кристина Хендрикс за равенство оплаты труда женщин
23 июля 2014 года «Funny or Die» выпустили ролик «Мэри Поппинс увольняется» (Mary Poppins Quits). В ролике Мэри Поппинс, которую играет Кристен Белл, поёт о повышении минимальной заработной платы, чтобы соответствовать стандартам прожиточного минимума.
6 августа 2014 года был опубликован ролик «Современный офис» (Modern Office), в котором Кристина Хендрикс играет вымышленного персонажа Джоан Харрис из сериала «Безумцы», получающую новую работу в современном офисе. Хендрикс переносит свой персонаж из 60-х годов в современную офисную среду. Видео намекает на то, что современная офисная среда поддерживает устаревшую политику в отношении роли женщин на рабочем месте.

### Песня Джима Керри для кампании Брейди: «Холодная мёртвая рука»
В марте 2013 года «Funny or Die» создали видео «Холодная мёртвая рука» (Cold Hand Dead) с Джимом Керри в роли певца кантри и бывшего президента Национальной стрелковой ассоциации Чарльза Хестона.
В видео к Керри присоединяются певцы, изображающие Махатму Ганди, Авраама Линкольна и Джона Леннона, все из которых были убиты вооружёнными людьми, все они выступают в варьете 70-х годов «Хи-Хоу» (Hee Haw).

### Администрация Трампа
«Funny or Die» разместили различные видеоролики, демонстрирующие обеспокоенность деятельностью администрации Дональда Трампа.

## Розыгрыши
2 марта 2014 года на YouTube было опубликовано два рекламных ролика, предположительно контролируемых «HUVr Tech», компанией, утверждающей, что она изобрела ховерборд, очень похожий на доску из трилогии «Назад в будущее». Видео включало демонстрацию доски такими знаменитостями, как Тони Хок и Моби. Два дня спустя проект был признан розыгрышем, совершённым «Funny or Die», после того, как художник по костюмам этого видео опубликовал этот опыт в своём онлайн-резюме.

## Награды

### Webby Awards
| Год  | Ассоциация | Категория                                                                      | Получатель                                                            |
| ---- | ---------- | ------------------------------------------------------------------------------ | --------------------------------------------------------------------- |
| 2011 | Webby      | Особое достижение: Персона года в кино и видео                                 | «Веселись или сдохни»                                                 |
| 2011 | Webby      | Вэб: Юмор                                                                      | «Веселись или сдохни»                                                 |
| 2011 | Webby      | Лучшая вэб-персона / Ведущий                                                   | «Между двумя папоротниками»                                           |
| 2011 | Webby      | Лучшая короткометражка или эпизод                                              | «Между двумя папоротниками: Стив Карелл»                              |
| 2011 | Webby      | Онлайн фильм и видео: Варьете                                                  | «Между двумя папоротниками»                                           |
| 2011 | Webby      | Онлайн фильм и видео: Варьете (Народное голосование)                           | «Между двумя папоротниками»                                           |
| 2011 | Webby      | Лучший индивидуальный перфоманс (Народное голосование)                         | Джим Керри в президентской встрече «Funny or Die»                     |
| 2011 | Webby      | Комедия: Лучшая короткометражка или эпизод (Народное голосование)              | Джастин Бибер захватывает «Funny or Die»                              |
| 2011 | Webby      | Комедия: Длинная форма или сериал (Народное голосование)                       | Президентская встреча «Funny or Die»                                  |
| 2012 | Webby      | Онлайн фильм и видео: Лучший индивидуальный перфоманс                          | Президент Буш реагирует на смерть Усамы бен-Ладена с Уиллом Ферреллом |
| 2012 | Webby      | Онлайн фильм и видео: Комедия: Длинная форма или сериал                        | Рождественнская «Пьяная история»                                      |
| 2013 | Webby      | Онлайн фильм и видео: Лучший индивидуальный перфоманс                          | Шарлиз Терон взломана хакерами                                        |
| 2013 | Webby      | Онлайн фильм и видео: Комедия: Лучшая короткометражка или эпизод               | Мюзикл «Провод»                                                       |
| 2014 | Webby      | Онлайн фильм и видео: Комедия: Длинная форма или сериал                        | «Между двумя папоротниками: Джастин Бибер»                            |
| 2014 | Webby      | Онлайн фильм и видео: Комедия: Длинная форма или сериал (Народное голосование) | «Между двумя папоротниками: Джастин Бибер»                            |
| 2014 | Webby      | Вэб: Юмор                                                                      | «Веселись или сдохни»                                                 |
| 2015 | Webby      | Вэб: Юмор                                                                      | «Веселись или сдохни»                                                 |

### Прайм-таймовая премия «Эмми»
| Год  | Ассоциация                   | Категория                                                              | Получатель                                         |
| ---- | ---------------------------- | ---------------------------------------------------------------------- | -------------------------------------------------- |
| 2014 | Прайм-таймовая премия «Эмми» | Выдающаяся короткоформатная развлекательная программа в живом действии | «Между двумя папоротниками: Президент Барак Обама» |
| 2015 | Прайм-таймовая премия «Эмми» | Выдающаяся короткоформатная развлекательная программа в живом действии | «Между двумя папоротниками: Брэд Питт»             |